# Ga East
Dystrykt Ga East jest dystryktem w Regionie Greater Accra w Ghanie ze stolicą w Abokobi. Utworzony został pod koniec lat osiemdziesiątych XX wieku przez podział dystryktu Ga.
Jest jednym z 28 niedawno utworzonych dystryktów i leży w północno-zachodniej części regionu. Od północy graniczy z dystryktem Akuapim South w Regionie Wschodnim, od zachodu z dystryktem Ga West, od południa z Dystryktem Stołecznym Akra, a od wschodu z okręgiem miejskim Tema.
Ważniejsze miasta w dystrykcie to Abokobi, Adenta West, Ayi Mensa, Ashongman, Bansa, Pantang (znajduje się tu wielki szpital psychiatryczny ze szkołą pielęgniarek), Dome, Haatso, Kwabenya (siedziba Komisji Energii Atomowej Ghany), Madina (największe miasto handlowe w dystrykcie), Oyarifa i Taifa.
Abokobi jest ważnym miastem historycznym. Tutaj prezbiteriańscy misjonarze założyli swoją misję i w dalszym ciągu jest to ważny ośrodek prezbiteriańskiego Kościoła w Ghanie.